# Poniatowo (gmina)
Poniatowo – dawna gmina wiejska istniejąca do 1870 roku w guberni płockiej. Siedzibą władz gminy było Poniatowo.
Za Królestwa Polskiego gmina Poniatowo należała do powiatu sierpeckiego w guberni płockiej. 13 stycznia 1870 gmina została zniesiona, a jej obszar podzielony na dwie części: z jednej utworzono nową gminę Żuromin, a drugą przyłączono do istniejącej gminy Raciąż gminy Bieżuń (do których to gmin przyłączono obszary pozbawionych praw miejskich miast Żuromin i Bieżuń):
- do gminy Bieżuń – Adamowo, Dąbrówki, Elżbiecin, Felcyn, Jonne, Karniszyn, Karniszyn-Parcele, Lutocin, Mak, Mojnowo, Obręb, Parlin, Pozga, Sadłowo, Sadłowo-Parcele, Seroki, Stanisławowo, Strzeszewo, Władysławowo i Zimolza;
- do gminy Żuromin – Chamsk, Dębsk, Franciszkowo, Kliczewo Duże, Kliczewo Małe, Kosewo, Młudzyn, Olszewo, Poniatowo, Swojęcin, Wiadrowo, Wólka i Zalipie.

Zobacz też: gmina Poniatowa.